# Regionalwahl im Aostatal 1949
Die Regionalwahl im Aostatal 1949 fand am 24. April statt.

## Wahlergebnis
| Listen            | Listen                                        | Stimmen | %    | Mandate |
| ----------------- | --------------------------------------------- | ------- | ---- | ------- |
|                   | Union Valdôtaine – Democrazia Cristiana       | 17.118  | 43,6 | 28      |
|                   | Blocco Socialista Progressivo VdA (PCI – PSI) | 13.034  | 33,2 | 7       |
|                   | Raggruppamento Regionale VdA                  | 6.533   | 16,6 | −       |
|                   | Gruppo Democratico Italiano (PLI – PSLI)      | 2.598   | 6,6  | −       |
| Gesamt            | Gesamt                                        | 39.283  | 100  | 35      |
|                   |                                               |         |      |         |
| Ungültige Stimmen | Ungültige Stimmen                             | 4.888   | 11,1 |         |
| Wähler            | Wähler                                        | 44.171  | 73,6 |         |
| Wahlberechtigte   | Wahlberechtigte                               | 59.975  |      |         |